# Realization
Realization, chiamata anche Biographie, è una via di arrampicata sportiva situata nella falesia di Céüse presso Gap in Francia e liberata da Chris Sharma nel 2001.
Si tratta della seconda via di difficoltà 9a+ della storia dell'arrampicata, dopo Open Air di Alexander Huber presso Schleierwasserfall. Per un certo periodo è stata considerata la prima, fino a che Adam Ondra nel 2008, ripetendo Open Air dodici anni dopo la salita di Huber, ha confermata quest'ultima come 9a+.

## La via
La via venne chiodata da Jean-Christophe Lafaille nel 1989 che le diede il nome di Biographie. Nel 1996 Arnaud Petit aggiunse una catena a metà della via e la liberò fino a quel punto gradandola 8c+.
Nel 2001 Chris Sharma la liberò interamente percorrendo anche la seconda parte (che da sola offre una difficoltà di 8b+ con un boulder finale di 7C). La catena intermedia è stata successivamente rimossa.

## Il nome della via
Quando Chris Sharma la liberò la rinominò anche in Realization in quanto negli Stati Uniti è tradizione che chi effettua la prima salita sceglie anche il nome, mentre in Francia è il chiodatore che glielo assegna. Quindi i francesi continuano a chiamarla Biographie.

## Salite
1. Chris Sharma - 19 luglio 2001 - Prima salita[3]
2. Sylvain Millet - 24 maggio 2004[4]
3. Patxi Usobiaga Lakunza - 29 luglio 2004[5]
4. Dave Graham - 30 luglio 2007[6]
5. Ethan Pringle - 2 settembre 2007[7]
6. Ramón Julián Puigblanque - 27 luglio 2008[8]
7. Enzo Oddo - 15 agosto 2010[9]
8. Jonathan Siegrist - 1º giugno 2014[10]
9. Alexander Megos - 11 luglio 2014[11]
10. Adam Ondra - 23 luglio 2014[12]
11. Sachi Amma - 6 agosto 2014[12]
12. Stefano Ghisolfi - 21 giugno 2015[13]
13. Jon Cardwell - 25 maggio 2016[14]
14. Sean Bailey - 5 agosto 2016[15]
15. Margo Hayes - 24 Settembre 2017[16] - Prima salita femminile
16. Stefano Carnati - 22 settembre 2018[17]